# Acolasis glaucoides
Acolasis glaucoides är en fjärilsart som beskrevs av William Schaus 1906. Acolasis glaucoides ingår i släktet Acolasis och familjen nattflyn. Inga underarter finns listade i Catalogue of Life.